# Interstate 81
Die Interstate 81 (kurz I-81) ist ein Interstate Highway in den Vereinigten Staaten. Sie beginnt an der Interstate 40 bei Dandridge und endet an der kanadischen Grenze bei Wellesley Island.

## Längen
| Meilen | km   | Staat         |
| ------ | ---- | ------------- |
| 75     | 121  | Tennessee     |
| 323    | 520  | Virginia      |
| 23     | 37   | West Virginia |
| 11     | 18   | Maryland      |
| 234    | 377  | Pennsylvania  |
| 183    | 294  | New York      |
|        |      |               |
| 846    | 1361 | gesamt        |

## Wichtige Städte
- Morristown (Tennessee)
- Greeneville (Tennessee)
- Johnson City (Tennessee)
- Kingsport (Tennessee)
- Bristol (Tennessee)
- Bristol (Virginia)
- Blacksburg (Virginia)
- Roanoke (Virginia)
- Winchester (Virginia)
- Martinsburg (West Virginia)
- Hagerstown (Maryland)
- Chambersburg (Pennsylvania)
- Carlisle (Pennsylvania)
- Harrisburg (Pennsylvania)
- Hazleton (Pennsylvania)
- Wilkes-Barre (Pennsylvania)
- Scranton (Pennsylvania)
- Binghamton (New York)
- Cortland (New York)
- Syracuse (New York)
- Watertown (New York)

## Zubringer und Umgehungen
- Interstate 381 bei Bristol
- Interstate 581 bei Roanoke
- Interstate 481 bei Syracuse